# Bibliothèque Teleki
Pour les articles homonymes, voir Teleki.
La bibliothèque Teleki (hongrois : Teleki Téka, roumain : Biblioteca Teleki-Bolyai), également connue sous le nom de bibliothèque Teleki-Bolyai ou Bibliotheca Telekiana, est une bibliothèque publique historique et un musée actuel à Târgu-Mureş, en Roumanie. C'est l'une des plus riches collections d'objets culturels de Transylvanie, elle a été fondée par le comte hongrois Sámuel Teleki (en) en 1802, à l'époque où la Transylvanie faisait partie de la monarchie des Habsbourg, et est ouverte à la lecture publique depuis lors. Elle a été l'une des premières institutions de ce type dans le Royaume de Hongrie.
Elle abrite plus de 200 000 volumes dont 52 incunables, dont beaucoup sont des raretés, constituant une base de données scientifiques complète. La collection de livres est divisée en plusieurs petites bibliothèques, dont les deux dons principaux sont la bibliothèque originale Teleki de 40 000 volumes et la bibliothèque Bolyai de 80 000 volumes ; le reste, regroupé sous le nom de "collections diverses", est constitué de plusieurs bibliothèques privées, de volumes précédemment détenus par des écoles religieuses ou des monastères. Dans l'ensemble, la bibliothèque constitue une collection des types de livres les plus traditionnels de Transylvanie.

## Galerie

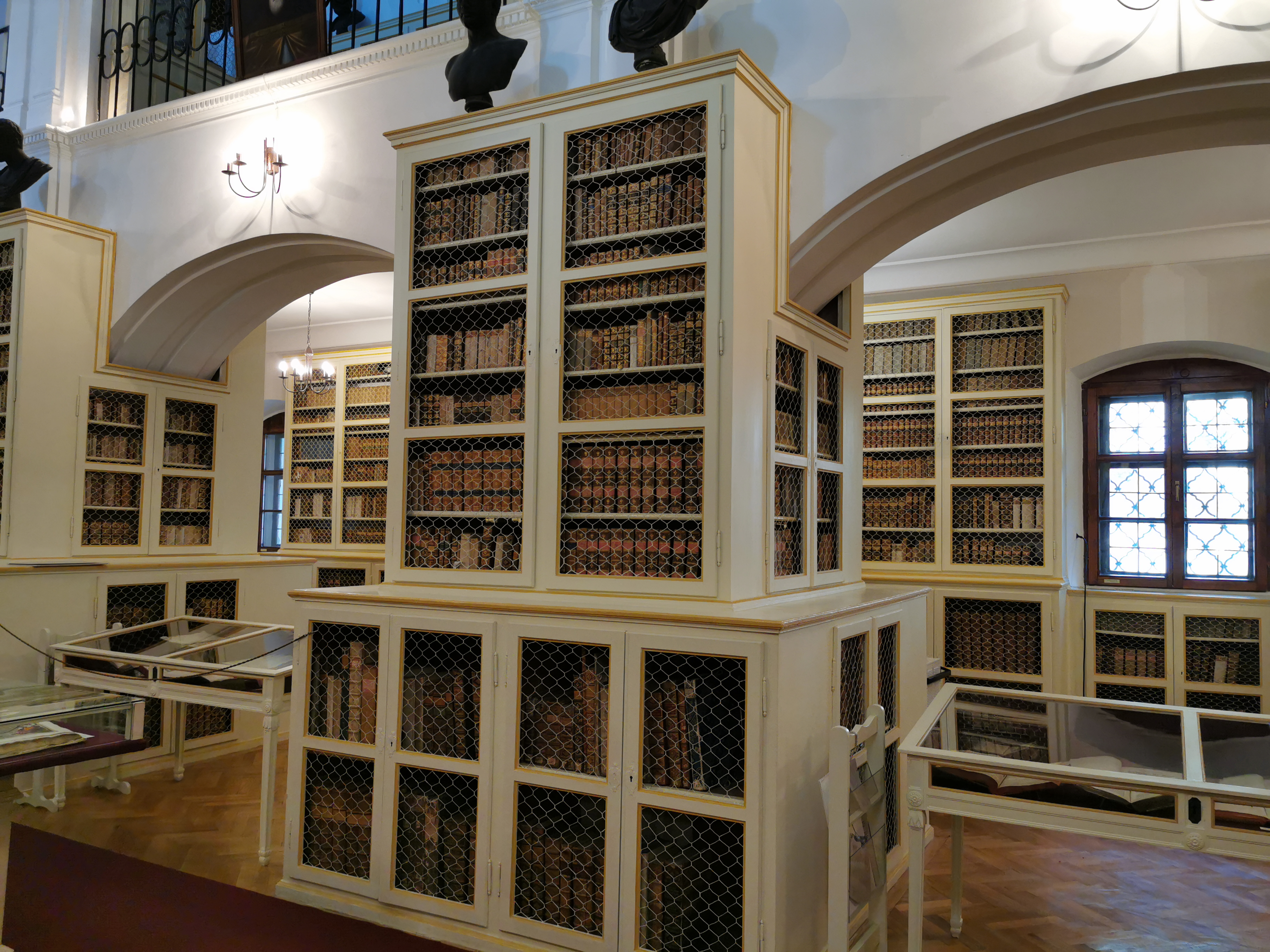
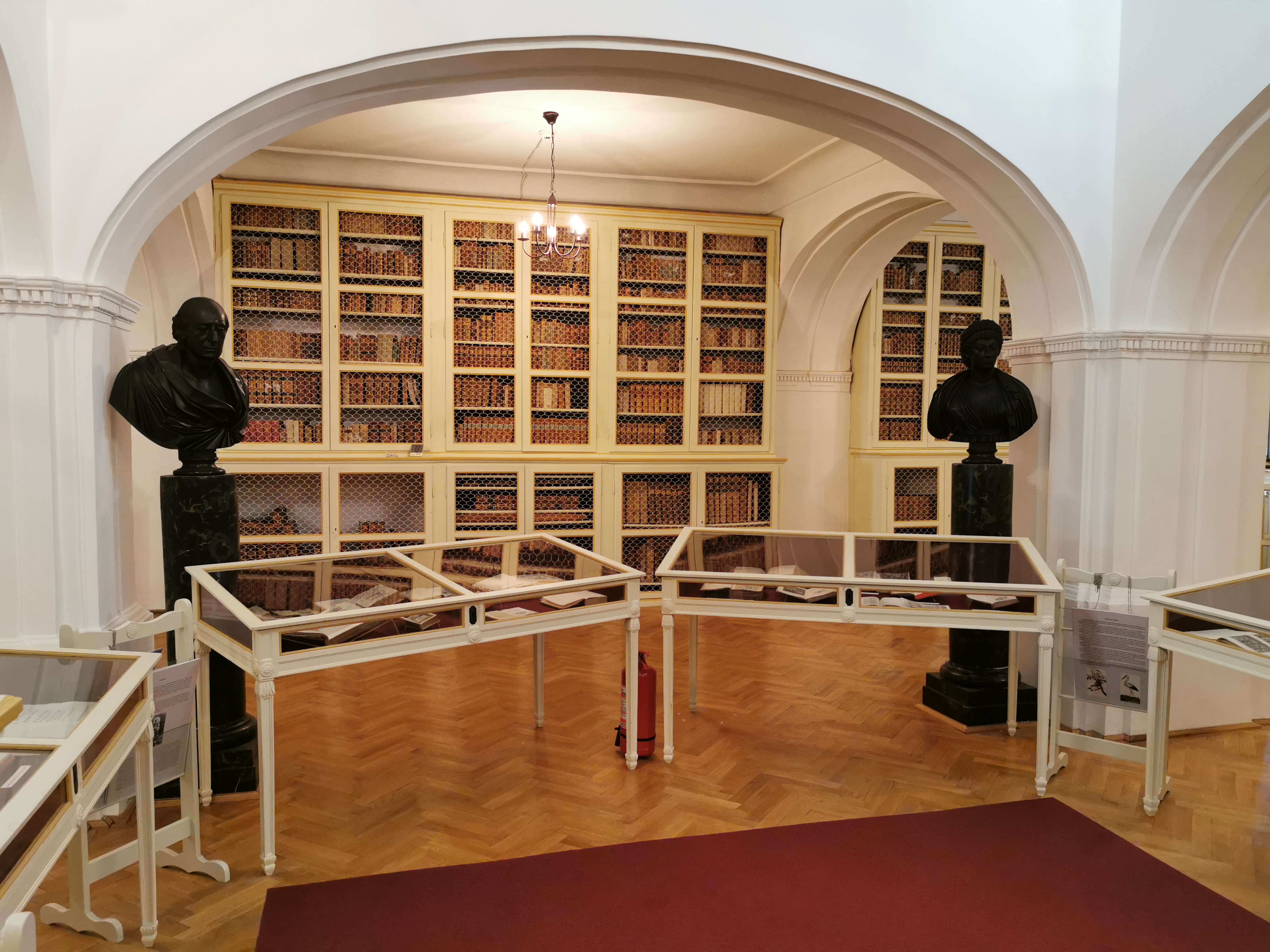
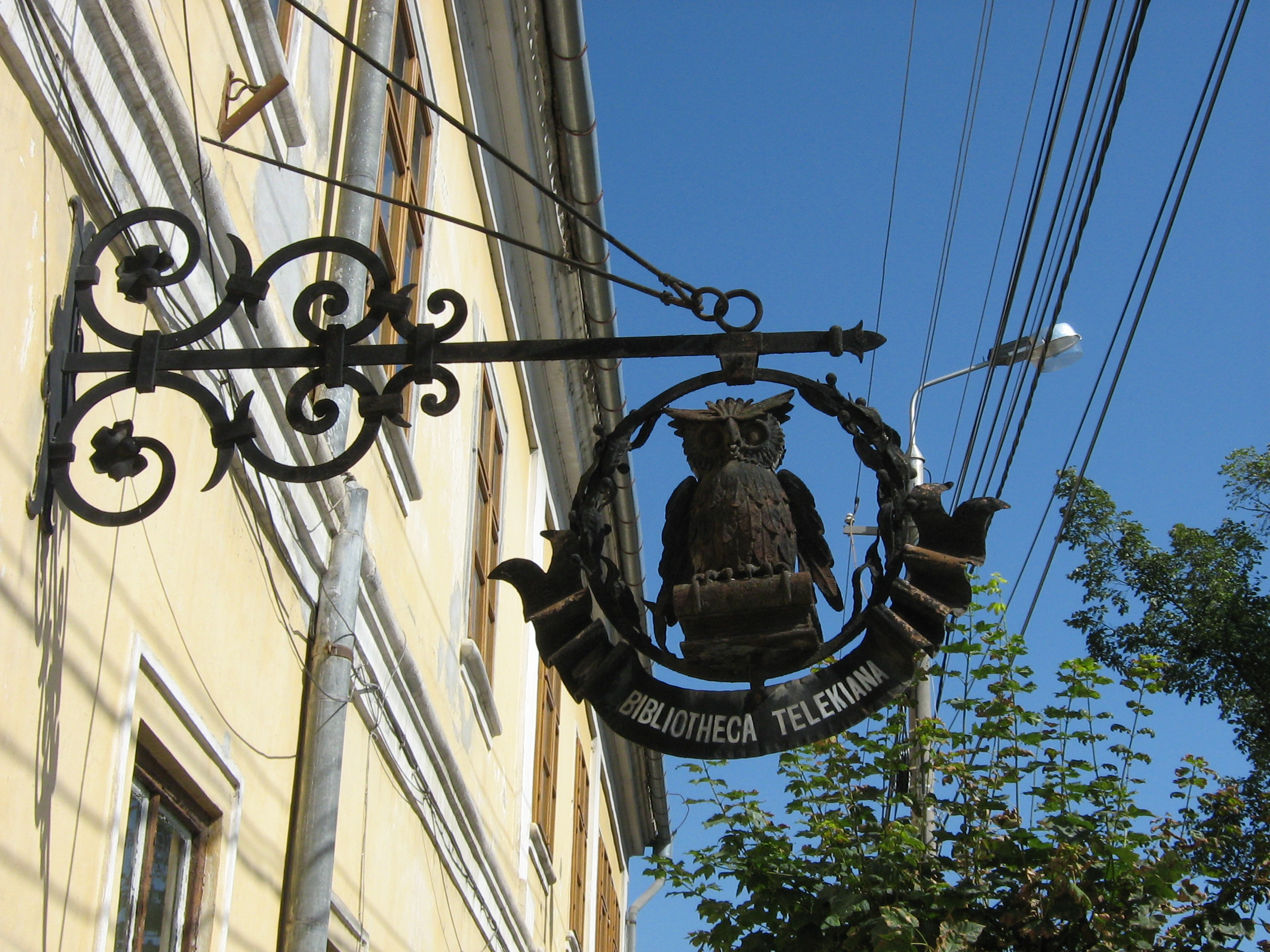